# Parque Salto Küppers
El parque natural municipal Salto Küppers es un área natural protegida ubicada en cercanías de la localidad de Eldorado, en el departamento homónimo, en el noroeste de la provincia de Misiones en la mesopotamia argentina.

## Características generales
Fue creado mediante la ordenanza municipal n° 23 del año 1995, sobre una superficie de 64 ha e integrado el mismo año a las áreas naturales protegidas de la provincia.

Está ubicado a unos 2 km de la ciudad de Eldorado, sobre la ribera del río Paraná, aproximadamente en torno a la posición 26°23′10″S 54°41′08″O / -26.38611, -54.68556. Toma su nombre de Guillermo Küppers, uno de los primeros colonos que vivieron en el lugar a principios del siglo XX.

Desde el punto de vista fitogeográfico corresponde a la ecorregión selva paranaense.
El salto Küppers
Es una caída de agua de unos 15 metros de ancho y algo más de 4 metros de alto producida en un desnivel del basamento rocoso del terreno, sobre el cauce del arroyo Küppers a poca distancia de su desembocadura en el río Paraná.

Dentro del parque se pueden visitar, además del salto que le da nombre, dos caídas de menor tamaño conocidas como salto Eva y salto Juan, de gran valor paisajístico.

## Flora
El parque conserva una zona especialmente interesante desde el punto de vista de su cobertura vegetal, consistente en un relicto de bosque nativo prácticamente inalterado. Este alto grado de conservación se debe, en parte, a las características abruptas del terreno que representaron dificultades para la explotación forestal convencional. Entre las especies de árboles identificadas se encuentran el timbó (Enterolobium contortisiliquum), el ivirá piré (Heliocarpus americanus), el guatambú blanco (Balfourodendron riedelianum), la mora amarilla (Chlorophora tinctoria), el incienso (Myrocarpus frondosus), la espina de corona (Gleditsia amorphoides) y el cedro (Cedrela fissilis), entre otras.

En el área se han identificado 26 tipos de orquídeas.

## Fauna
A pesar de su relativamente escasa superficie y su cercanía a un centro urbano, el parque es hábitat de varias especies características de la ecorregión, entre ellas el coatí (Nasua nasua), el osito lavador (Procyon cancrivorus) y el zorro (Cerdocyon thous). Se han observado aves de varias especies, entre ellas el tingazú (Piaya cayana), el surucuá (Trogon surrucura), el milano plomizo (Ictinia plumbea), el taguató común (Buteo magnirostris), la torcaza (Zenaida auriculata), la mosqueta parda (Lathrotriccus euleri) y el tueré chico (Tityra inquisitor), entre otros.
Las características del ambiente favorecen la proliferación de mariposas. En cercanías del salto Küppers se han registrado ejemplares de porá (Morpho helenor), terciopelo manchado (Catonephele numilia) y hový (Lasaia agesilas).